# (32899) Knigge
(32899) Knigge (1994 PY1) – planetoida z pasa głównego asteroid okrążająca Słońce w ciągu 5,4 lat w średniej odległości 3,08 j.a. Odkryta 4 sierpnia 1994 roku.